# جیوان گاسپاریان
جیوان گاسپاریان (به ارمنی Ջիվան Գասպարյան - به انگلیسی Djivan Gasparyan، زاده ۱۲ اکتبر ۱۹۲۸ در سولاک، ارمنستان – درگذشته ۶ ژوئیه ۲۰۲۱) نوازندهٔ سرشناس ساز دودوک و آهنگساز اهل ارمنستان بود.

## زندگی‌نامه
جیوان گاسپاریان از شش سالگی شروع به نواختن دودوک کرد و نخستین اجرای او، تکنوازی در گروه رقص و آواز سنتی ارکستر سمفونیک تاتول آلتونیان، در ۲۱ سالگی بود. جیوان گاسپاریان دربارهٔ زندگی و اولین آشنایی اش با دودوک می‌گوید:
«تنها شش سال داشتم. مادرم فوت کرده و پدرم هم به جنگ رفته بود و من در یتیم خانه دوران کودکی سختی را طی می‌کردم. در آن دوره جاهایی بود که مثل سینماهای امروزی فیلم نشان می‌دادند. از آنجا که فیلم‌ها صامت بودند سه نفر نوازنده زیر پرده می‌نشستند و با نواختن دودوک نمایش فیلم را همراهی می‌کردند. اولین بار که صدای دودوک را شنیدم خیلی خوشم آمد. در میان آن سه نوازنده، استادی هم بود به نام مارکار مارکاریان؛ خود را به او رساندم و از او خواهش کردم که یک دودوک هم به من بدهد؛ خیلی خشن جواب داد که می‌خواهی چکار؟ برو درست را بخوان مگر پدر و مادر نداری؟.
روزی پیش او رفتم و پول ناچیزی را که از فروش ظرف و ظروف کهنهٔ خانه به دست آورده بودم به او دادم؛ پول‌ها و دست کوچک عرق کردهٔ مرا پس زد، دودوک ساده‌ای را از جیب درآورد به من داد و گفت:برو بزن؛ تو شاید آدم خواهی شد. از خوشحالی در پوست نمی‌گنجیدم؛ در طول زمستان یک لحظه دودوک را از لبانم دور نکردم و نواختن نخستین آهنگ را که «دِلِ یامان» نام داشت فرا گرفتم. بهار بعد، بار دیگر نزد استاد مارکاریان رفتم و از او خواهش کردم که به نواختن من گوش دهد. گوش کرد و اشک از چشمانش سرازیر شد. دودوک بهتری به من داد و گفت: برو بزن؛ تو نوازندهٔ زبردستی خواهی شد. این حرف استاد مشوق من شد تا در هفده سالگی به نواختن دودوک مسلط شوم.»
جیوان گاسپاریان در ۱۹۴۷ میلادی، وقتی که نوزده سال داشت از دست ژوزف استالین رئیس‌جمهور وقت شوروی یک ساعت مچی جایزه گرفت. در ۱۹۵۷ میلادی، در همایش بزرگ موسیقی یونسکو در مسکو، با پنج هزار شرکت‌کننده دیگر به رقابت پرداخت و برنده جایزه نخست شد. در سالهای ۱۹۵۹، ۱۹۶۳، ۱۹۷۲ و ۱۹۸۰ میلادی چهار نشان طلای مسابقات یونسکو و در سالهای بعد نیز شش نشان دیگر به گردن او آویخته شد. جیوان گاسپاریان در ۵۲ سالگی به دانشگاه رفت و پس از فارغ‌التحصیلی شروع به آموزش موسیقی کرد. او به منزله مدرس دانشگاه موسیقی ارمنستان، بیش از هفتاد نوازنده دودوک را برای اجراهای حرفه‌ای تعلیم داد.
وی در اولین روز از سی و دومین دوره جشنواره بین‌المللی فجر در مرکز همایش‌های برج میلاد هنرنمایی کرد. همچنین در این برنامه سه قطعه با کلام اجرا کرد که یکی از آن‌ها ماما بود که در ایران نیز شناخته شده و پرطرفدار است. این مراسم یک‌ساعت و ۴۵ دقیقه بدون استراحت به طول انجامید؛ و در پایان اجرا گاسپاریان به زبان ارمنی از حضار تشکر کرد.

## همکاری با هنرمندان
- به تماشای آب‌های سپید، با حسین علیزاده، ۱۳۸۳
- گروه لیان (Pangea - The Tale of Unity - (۲۰۰۶ [۳]
- متن فیلم گلادیاتور با هانس زیمر
- مایکل بروک
- زوکرو فورناچاری
- برایان می
- لایونل ریچی
- پیتر گابریل
- برایان انو
- استینگ
- نصرت فتح‌علی خان
- لودویکو اناودی
- ساینخو نامتچیلاک

## برگزیده موسیقی فیلم
- تولد ادواری (۲۰۱۱)
- الماس خونین (۲۰۰۶)
- سیریانا (۲۰۰۵)
- گلادیاتور (۲۰۰۰)
- رونین (۱۹۹۸)
- محاصره (۱۹۹۸)
- کلاغ (۱۹۹۴)

## آثار
- در این دنیا غمگین نخواهم بود

## جوایز
- شهروند افتخاری ایروان (۲۰۰۰)